# Crowds Attending the Gods in Temple, Tokyo, Japan
Crowds Attending the Gods in Temple, Tokyo, Japan è un cortometraggio muto del 1913. Il nome del regista non viene riportato nei credit del film.

## Produzione
Il film fu prodotto dalla Vitagraph Company of America.

## Distribuzione
Distribuito dalla Vitagraph Company of America, il documentario - un cortometraggio di 75 metri - uscì nelle sale cinematografiche statunitensi il 23 aprile 1913. Nelle proiezioni, veniva programmato con il sistema dello split reel, accorpato in un'unica bobina con un altro cortometraggio prodotto dalla Vitagraph, la commedia There's Music in the Hair.